# Vitalis Bbege
Vitalis Bbege est un boxeur ougandais né le 5 décembre 1954.

## Carrière
Évoluant dans la catégorie des poids welters, Vitalis Bbege est médaillé d'or aux championnats d'Afrique de Kampala en 1974.
En raison du boycott des pays africains aux Jeux olympiques d'été de 1976 à Montréal, il doit déclarer forfait alors qu'il devait affronter au deuxième tour l'Italien Luigi Minchillo (en).